# Theodóra (Réthymnon)
Theodóra, en grec moderne : Θεοδώρα, ou Thodóra (Θοδώρα), est un village du dème de Mylopótamos, en Crète, en Grèce. Selon le recensement de 2011, la population de Theodóra compte 50 habitants. Il est situé à une altitude de 350 m et à une distance de 44 km de Réthymnon.

## Recensements de la population
| Recensements | 1900 | 1920 | 1928 | 1940 | 1951 | 1961 | 1971 | 1981 | 1991 | 2001 | 2011 |
| ------------ | ---- | ---- | ---- | ---- | ---- | ---- | ---- | ---- | ---- | ---- | ---- |
| Population   | 76   | 157  | 190  | 224  | 212  | 167  | 150  | 123  | -    | 56   | 50   |